# Kurixalus yangi
Kurixalus yangi  (лат.) — вид безхвостых земноводных из рода Kurixalus, обитающий в Юго-Восточной Азии. Был описан по голотипу KIZ 14102911.

## Описание

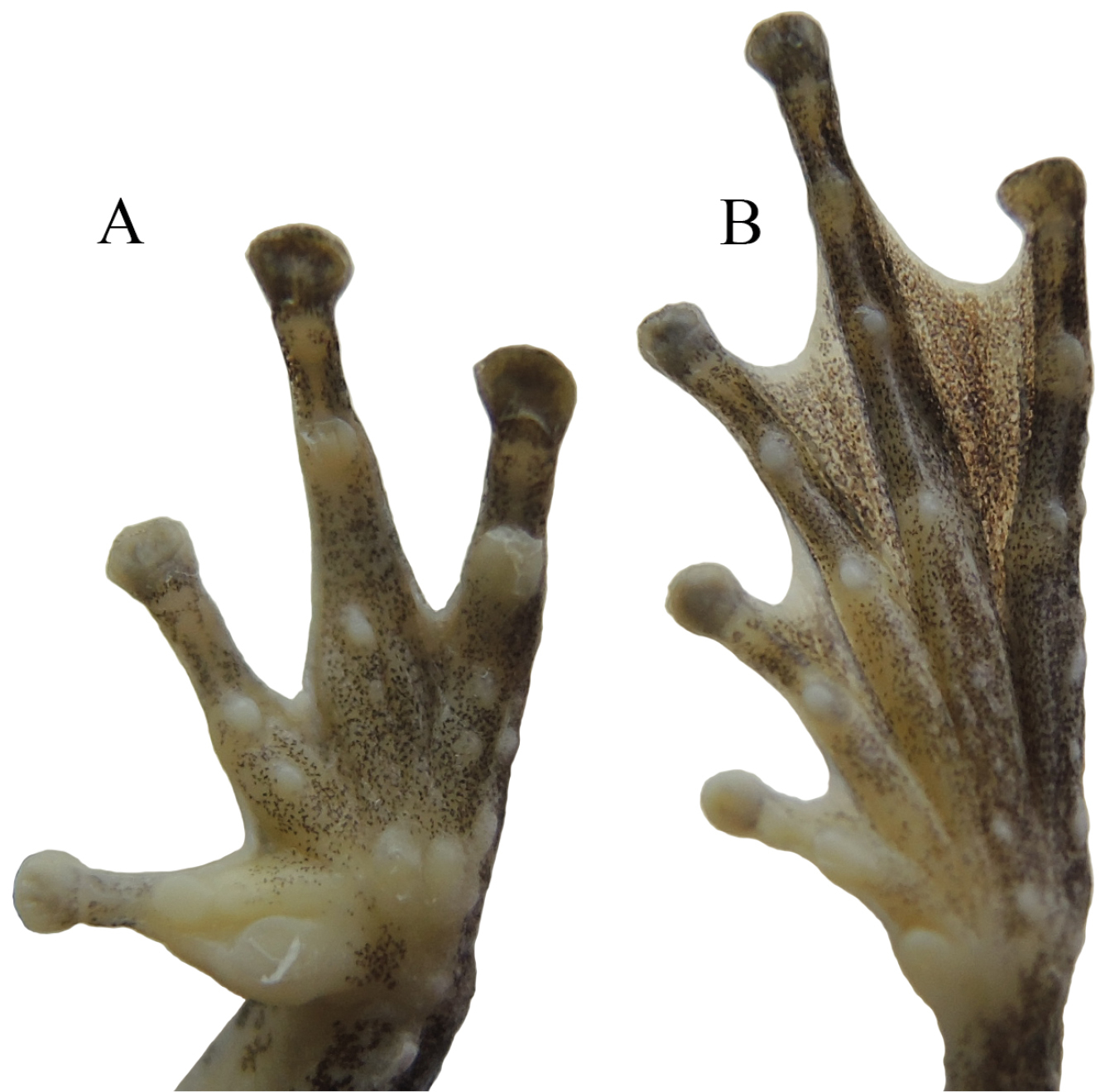
Лапа

Название вида посвящено профессору Датуну Янгу из Куньминского института зоологии Китайской академии наук за его выдающийся вклад в исследования герпетофауны провинции Юньнань, Китай. Новый вид лягушек отнесен к роду Kurixalus на основании сочетания следующих признаков: кончики пальцев увеличены до дисков, с околокраевыми бороздками; небольшой размер тела (диапазон длины тела 31,6–34,7 мм у взрослых самцов; перепонки пальцев слабо развиты, перепонки пальцев умеренно развиты; зазубренные кожные каймы вдоль наружного края предплечья и лапки; темно-коричневая отметина в форме перевернутого треугольника между глазами; спинная коричневая») («седловидная отметина» и грубая спинная и боковая поверхности с небольшими бугорками неправильной формы. Kurixalus yangi можно отличить от сородичей по сочетанию следующих признаков: размер тела самца более 30 мм; меньшее отношение длины головы к размеру тела; изогнутый угол глазной щели; слабые брачные подушечки; коричневый цвет спины; отсутствие крупных темных пятен на верхней-средней части брюшка; наличие сошниковых зубов; золотисто-коричневая радужка глаза; один внутренний голосовой мешок; зазубренные кожные каймы по внешнему краю конечностей; зернистость горла и груди; межглазничное пространство длиннее верхнего века; рудиментарная перепонка между пальцами; и наличие нештатных бугорков и бугорка тенара. Маленький ракофорид; HL короче HW; рыло заостренное, на конце нет кожного выступа, при виде снизу выступает за край нижней челюсти; ростральный угол глазной щели тупой и изогнутый; уздечка косая, слегка вогнутая; ноздря овальная, слегка выпуклая, ближе к кончику рыла, чем к глазу; IND немного уже, чем IOD; шишковидное пятно отсутствует; зрачок овальный, горизонтальный; барабанная перепонка отчетливая, округлая, чуть меньше половины ED; надбарабанная складка четкая, изгибается от заднего края глаза к месту прикрепления руки; зубцы сошника в двух косых участках касаются внутренних передних краев овальных хоан; язык выемчатый сзади; один внутренний голосовой мешок. Относительная длина пальцев I < II < IV < III. Кончики всех четырех пальцев расширены в диски с околокраевой и поперечной вентральной бороздками; относительная ширина дисков I < II < IV < III; брачная подушечка имеется на первом пальце; пальцы слабо перепончатые у основания; боковые каймы на свободных краях всех пальцев; подсуставные бугорки выпуклые и округлые, формулы 1, 2, 2, 1; присутствуют сверхкомплектные бугорки; имеются два пястных бугорка; ряд белых бугорков, образующих зазубренную бахрому вдоль наружного края предплечья. Пятки перекрываются, когда ноги находятся под прямым углом к телу; относительная длина пальцев I < II < III < V < IV; кончики пальцев расширены в диски с околокраевыми и поперечными вентральными бороздками; диски пальцев меньше дисков пальцев; относительный размер дисков I < II < III < V < IV; перепонки умеренные на всех пальцах, формула перепонок I1.5–2II1–2III1–2IV2–1V; подсуставные бугорки выпуклые и округлые, формулы 1, 1, 2, 3, 2; присутствуют сверхкомплектные бугорки; внутренний плюсневой бугорок отчетливый, овальный; наружный плюсневой бугорок отсутствует; ряд бугорков, образующих зазубренную кожную кайму вдоль наружного края предплюсны и пятого пальца. Многочисленные маленькие или большие бугорки разбросаны по макушке, верхним векам, спине и бокам; участок белых бугорков ниже анального отверстия; белые бугорки на тибиотарзальном сочленении; горло и грудь мелкозернистые, брюшко крупнозернистое; дорсальная поверхность конечностей гладкая с бугорками, вентральная поверхность бедер зернистая.

### Окраска
Радужка глаза золотисто-коричневая; дорсальная поверхность коричневая, испещренная зелеными пятнами и темно-коричневым седловидным пятном на дорсальной поверхности за глазом; темно-коричневая метка в форме перевернутого треугольника между глазами, задняя часть которой доходит до седловидной метки и касается ее; боковая сторона головы и барабанная область коричневые, испещренные зелеными пятнами ниже глазной щели и темно-коричневыми пятнами по краю верхней челюсти; бока светло-желтые, испещренные зелеными и коричневыми пятнами; конечности сверху коричневые с тремя четкими темно-коричневыми полосами с зелеными пятнами; ладонь светло-красная; задняя, передняя и нижняя часть бедра красные; внутренняя сторона лапки и стопы красные; грудь и брюшко белые, с желтой окантовкой и испещрены мелкими коричневыми пятнами; подбородок затуманен темно-коричневым и испещрен желтыми пятнами.

### Окраска после фиксации
В окраске после фиксации тусклые зеленый, желтый и красный. Основной цвет спины коричневый, рисунок такой же, как в жизни. Бока белые с коричневыми пятнами; край нижней челюсти затемнен темно-коричневым; подбородок, грудь и брюшко белые с рассеянными коричневыми пятнами; ладонь грязно-белая; передняя, задняя и вентральная части бедра грязно-белые, с множеством мелких коричневых крапин, разбросанных по вентральной стороне бедра; внутренняя сторона лапки и стопы грязно-белые.

### Вариации
IND меньше, чем IOD у голотипа и большинства паратипов, но IND больше, чем IOD у паратипа KIZ 14102913. Кроме того, IOD больше, чем UEW у голотипа и большинства паратипов, но IOD меньше, чем UEW у паратипов KIZ 14102912 и KIZ 14102913. Кроме того, цветовой рисунок паратипа KIZ 14102912 также отличается от других экземпляров тем, что его подбородок имеет гораздо меньшую пятнистость.

### Вторичные половые признаки

#### Самец
Кремово-белая брачная подушечка на основании I пальца. Голосовые мешки имеются, нечеткие на горле, парные, внутренние, отверстия щелевидные, боковые. Другие мужские вторичные половые признаки отсутствуют.

#### Самка
Яйцеводы извитые, полупрозрачные. Яичник с крупными кремово-желтоватыми ооцитами, видимыми сквозь кожу.

### Сравнение полов
Самки значительно крупнее (SVL у самцов 21,8-34,1 мм и у самок 33,6-46,9 мм), у них более короткая голова (RMBE 74 % у самок, 84 % у самцов), глаза у самцов относительно крупнее (REL 150 % против 134 %). % у самок), расстояние от глаза до ноздри у самок больше (REN 82 %), чем у самцов (REN 78 %), но расстояние от глаза до барабанной перепонки у самок короче (RTYE 16 %), чем у самцов (RTYE 19 %). %), а самки имеют относительно более длинный первый палец стопы по сравнению с самцами (RITL 109% у самок, 98% у самцов). Половой диморфизм проявляется в период размножения в давлении брачных подушечек у самцов и самок с кремово-желтоватыми ооцитами, которые были видны сквозь кожу. Вольфовы протоки у самцов имеют вид простых трубочек

## Ареал обитания

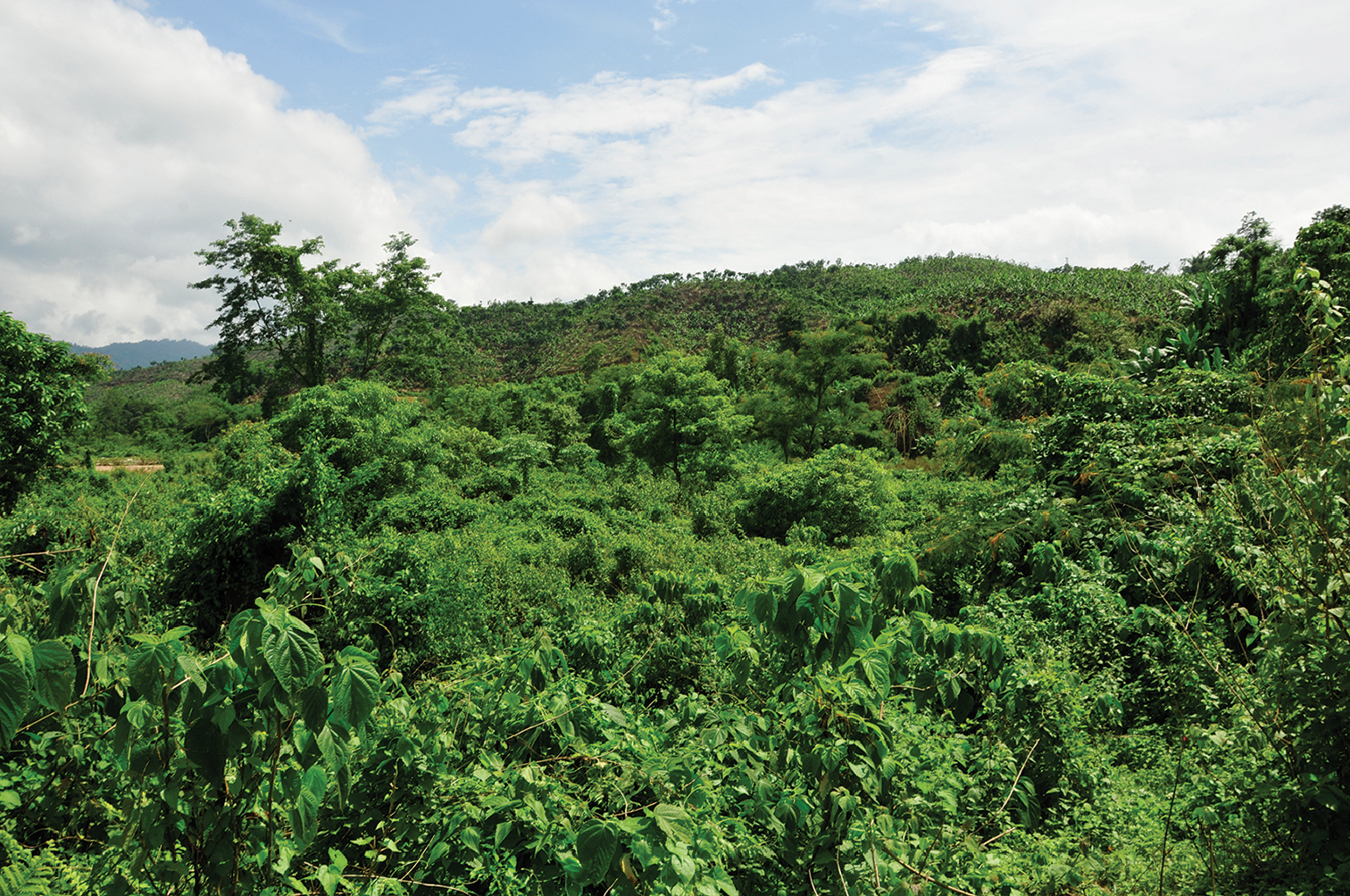
Типовое место обитания

Известен из западной части Юньнаня, Китай, из окрестностей типового местонахождения (Набанг, уезд Инцзян, автономная префектура Дэхун), в соседнюю северную Мьянму (Качин) в приграничном районе; сообщается из Нагаленда и Мизорама на северо-востоке Индии.

## Сравнения
Новый вид Kurixalus yangi, генетически ближе к Kurixalus naso, чем к другим известным представителям Kurixalus согласно нашей предыдущей работе, но морфологически его можно отделить от Kurixalus naso меньшими соотношениями головы, рыла, IND , UEW и конечности, разделенные SVL. Меньшие отношения IND и UEW у нового вида можно наблюдать при сравнении этих расстояний с IOD, который обычно больше у нового вида, но меньше у Kurixalus naso. В настоящее время три вида Kurixalus (K. odontotarsus, K. hainanus и K. lenquanensis) обнаружены в Юньнани, Китай. Новый вид отличается от Kurixalus odontotarsus и Kurixalus hainanus за счет меньшего отношения длины головы к размеру тела и отсутствия больших темных пятен на брюшке (по сравнению с большим соотношением длины головы к размеру тела и большими темными пятнами по всему брюшку; и от Kurixalus lenquanensis более крупными размерами тела (SVL 31,6–34,7 мм у взрослых самцов), более заостренной мордой и наличием зеленой окраски на спинной и боковой сторонах головы и тела (по сравнению с меньшими размерами тела [SVL у взрослых самцов взрослые самцы менее 30 мм], несколько округлое рыло и отсутствие зеленой окраски на спине). Видовое разнообразие рода Kurixalus, по-видимому, недооценено: по крайней мере пять безымянных линий в группе видов K. odontotarsus, за исключением описанного здесь нового вида, еще предстоит описать в соответствии с нашей предыдущей работой (Yu et al. 2017). Таксономическая путаница в группе видов K. odontotarsus в основном связана с K. bisacculus. Из оставшихся пяти клад, которые могут представлять неназванные виды, четыре (клады F, G, H и K) были отнесены к K. bisacculus. Даже K. hainanus (клада J) считался синонимом K. bisacculus. Причиной такой ситуации является относительно низкая дивергенция последовательностей 16S рРНК между K. bisacculus и этими ветвями, в результате чего эти линии считаются конспецифичными, хотя между ними существуют морфологические различия (например, Yu et al. 2010). Другой источник таксономической путаницы в группе видов K. odontotarsus связан с K. verrucosus, как экземпляры из северной Мьянмы (Kurixalus sp5) и Kurixalus naso из южного Тибета (клада ошибочно рассматривалась как K. verrucosus в предыдущих молекулярных исследованиях, согласно Yu. и другие). Кроме того, за исключением тех безымянных линий, которые были выявлены Yu et al., криптические виды, вероятно, также существуют в филиппинских популяциях K. appendiculatus, согласно Gonzalez et al.. Короче говоря, сочетание двух недавних молекулярных исследований, основанных на широкой выборке, обеспечило относительно четкую генетическую основу для таксономии Kurixalus, и потребуются дополнительные морфологические исследования для проверки конкретных статус этих родов. Филогенетически группа видов K. odontotarsus состоит из двух ветвей; один содержит K. yangi, K. naso и K. sp5, а один содержит другие виды из Индокитая и южного Китая. Kurixalus yangi известен из западной части Юньнани, Китая и северной Мьянмы, K. naso известен из южного Тибета и северо-восточной Индии, а K. sp5 известен из северной Мьянмы. Эта закономерность предполагает, что лягушек Kurixalus могли колонизировать Индийский субконтинент из северного Индокитая.

## Размножение
Kurixalus yangi ведет древесный и ночной образ жизни и почти круглый год живет группами в пнях междоузлий бамбука. Они размножаются в лесных прудах, временных дождевых водоемах и дождевых резервуарах (рис. 2Б). Гнездовая активность начинается в начале предмуссонного сезона (середина апреля) и продолжается до конца июля. Взрослые особи выходят из бамбука в сезон дождей обычно в сумерки. Самцы сидят в тишине или на деревьях рядом с местом размножения и кричат. Хоры самцов усиливаются с ливнем. Иногда на месте размножения вместе встречаются 2-3 пары амплектантов. Амплексус длился 7-12 часов. Яйцекладка наблюдается несколько раз. Яйца откладываются под водой и прикреплялись к субстрату (на углу стенки дождевого резервуара в лесу, на погруженном в воду кирпиче в другом и на камне в пруду). Все случаи яйцекладки наблюдались во время дождя. Самка откладывает икру на мелководье. Кладка содержит 250-300 икринок. Икринки остаются на дне водоема. Они всегда привязаны к субстрату, например к водной растительности, опавшим листьям, веточкам, камням.
Эмбриональное развитие наблюдается как в полевых, так и в лабораторных условиях. Яйца, оставленные для развития в поле, завершили свой жизненный цикл, тогда как яйца, выращенные в лаборатории, не смогли развиться дальше 22-й стадии.
В естественных условиях (температура воздуха 18-30°С, температура воды 12-24°С) цикл развития от откладки яиц и эмбрионального развития до вылупления личинки до превращения в лягушку занимает 1128 ч (примерно 47 дней). Эмбриональное развитие завершается через 292 ч (около 12 сут), вылупление личинок происходит на 23-й стадии. 38-я стадия достигалась к 793 ч. Метаморфоз (стадии 42–46) завершается за 288 ч (12 сут), размер при метаморфозе 10,3 мм. К 44-й стадии, когда появиляются обе передние конечности и резко сокращается хвост, головастики выходят из воды.

### Описание головастика
Головастик средних размеров. Тело слегка вдавленное (длина 6.3 мм; высота 4.4 мм), наиболее широкое в середине. Голова несколько овальная, длиннее высоты и шире длины (длина 4.1 мм; высота 2.9 мм, ширина 6.2 мм). Рыло слегка округлое/вогнутое в профиль; ноздри закруглены и окружены плоским ободком, направлены дорсолатерально, ближе к глазу, чем к кончику рыла (наро-зрочковый 1.1 мм; длина от дыхальца до ноздри 2.0 мм); расстояние от носа до носа примерно в 1.5 раза больше диаметра глаза (диаметр глаза 1.3 мм); внутреннее расстояние маленькое; глаза расположены дорсолатерально и направлены антеролатерально, снизу не видны. Пинеальный глазок имеется на уровне переднего края глаз; межглазное расстояние (2,0 мм) примерно в 1,5 раза больше диаметра глаза. Дыхальца одиночные, левосторонние, расположены вентро-латерально, конические, направлены постеродорсально и целиком прикреплены к стенке тела; расстояние от кончика рыла до отверстия дыхальца равно 0,5 длины тела (от морды до дыхальца 6,2 мм; от морды до глаза 3,4 мм; от дыхальца до ноздри 4,9 мм). Вентральное отверстие короткое, в медиальном положении со скошенным правым отверстием, полностью прикреплено к брюшному плавнику. Хвост умеренной длины (длина 18,9 мм), область хвостовой мускулатуры сильно пигментирована. Высота хвостовой мускулатуры у основания в 0,66 раза больше максимальной высоты тела и в 0,47 раза больше максимальной высоты хвоста (высота хвостовой мускулатуры 2,9 мм; максимальная длина хвоста 6,2 мм). Хвостовой плавник умеренный, почти прозрачный со слабой пигментацией. Хвост примерно в 1.4 раза выше максимальной высоты тела; начало спинного плавника вблизи места соединения тела с хвостом; брюшной плавник немного меньше спинного (спинной плавник 2.1 мм, брюшной плавник  1.5 мм); высота спинного плавника в 0,33 раза больше максимальной высоты хвоста; высота брюшного плавника в 0.28 раза больше максимальной высоты хвоста; кончик хвоста тонко закруглен. Длина задней конечности 5,4 мм. Оральный диск средних размеров (3,2 мм), расположен и ориентирован антеровентрально, с вырезами. Один ряд маргинальных сосочков на латеральном и заднем крае в значительной степени прерван на верхней губе; челюстные влагалища сплошь ороговевшие и зазубренные, верхнечелюстные влагалища дугообразные с длинными тонкими латеральными отростками, нижнечелюстные влагалища V-образные; 6 рядов кератодонтов на верхней губе, первый ряд полный, следующие пять рядов прерваны; три непрерывных ряда кератодонтов на нижней губе примерно одинаковой длины. Кератодонты ложковидные с 10-12 зазубринами.

#### Окраска при жизни
Спинная поверхность темно-коричневая, брюшная поверхность серовато-белая; темные пятна на боках и около рта.

#### Окраска после фиксации
Спинная поверхность коричневая, брюшная поверхность серая.

#### Щечно-глоточная анатомия
Прелингвальная арена узкая и гладкая; одна пара крупных пустулезных подгубных папилл, ориентированных поперечно; пара меньших пустулезных сосочков, расположенных прямо перед передним краем зачатка языка (хотя это не обычное состояние и, возможно, визуальный артефакт). Зачаток языка округлый с одной парой язычных сосочков почти одинаковой длины. Щечное дно округлое, широкое, определяется четырьмя большими и двумя меньшими сосочками с каждой стороны, самый крупный пустулезный. На поверхности дна около 25 пустул, больше сосредоточенных сзади. Щечные карманы широкие, поперечные, расположены ближе к зачатку языка, чем к медиальному концу вентрального неба. Около пяти предкарманных пустул. Вентральный парус со спикулярной опорой и пятью выступами с каждой стороны, четыре выступа в срединном положении близко друг к другу; имеется срединная вырезка. Секреторные ямки имеются на выступах и краю вентрального неба; голосовая щель не обнажена. Жаберная корзинка обнажена с тремя жаберными камерами. Пренариальное поле большое, слегка прямоугольное, с полукруглым пустулезным пренариальным валиком, состоящим из пустул, сросшихся спереди и диссоциированных латерально. Хоаны узкие, поперечные и удлиненные; передняя стенка на медиальной половине пустулезна, на латеральной половине несет короткий пустулезный пренариальный сосочек; носовая створка гладкая. Пара антеромедиально ориентированных длинных пустулезных постнариальных сосочков. Постнариальная арена с двумя гнойничками. Медиальный гребень в виде небольшого пустулезного полумесяца с срединным выступом, длина которого превышает ширину. Сосочки латерального гребня удлиненные, ориентированы поперечно, пустулы на переднем крае и на конце. Щечная арена определяется тремя и четырьмя большими папиллами щечной крыши с каждой стороны соответственно; внутри арены менее 20 тусклых гнойников. Заднебоковой гребень имеется и продолжается через щечную крышу. Железистая зона сплошная через щечную крышу, латеральные зоны крупнее и имеют ширину около шести секреторных ямок. Спинной занавес пустулезен, медиально коротко прерван, боковые части загнуты вперед.

#### Анатомия щеки на 36 стадии
Щечное дно: внутренняя часть щечного дна, около 20 пустул. Щечная крыша: пустулы пренариального гребня, соединенные на всем протяжении тонким валиком. Медианный гребень треугольный и гладкий. Внутренняя часть свода щечной области с регулярно расположенными около 60 слабыми пустулами. Задне-боковые валики слабо выражены и состоят из разрозненных пустул с небольшим скоплением около пяти пустул на концах. Железистая зона очень широкая латерально.